# Ибадилдин, Жумамади Ибадилдинович
Жумамади Ибадилдинович Ибадилдин (род. 12 июня 1950) — советский и казахстанский государственный деятель. Аким города Жезказган с 1995 по 2005 год.

## Биография
Родился 12 июня 1950 года в совхозе «XXII съезд КПСС» Джездинского района Джезказганской области Казахской ССР. Происходит из рода баганалы племени найман.
В 1973 году окончил Карагандинский политехнический институт по специальности «инженер-строитель». В период с 1973 по 1980 год работал инженером, главным инженером, затем руководителем группы УКС Джезказганского облисполкома. Затем в период с 1980 по 1987 год он был председателем плановой комиссии, заместителем председателя Джезказганского горисполкома, заместителем начальника управления облисполкома, первым заместителем председателя горисполкома. В 1987—1995 годах он работал начальником управления, производственного управления бытового обслуживания облисполкома, председателем облбытсоюза, генеральным директором СП «Улытау».
В январе 1995 года он занял должность главы акима города Жезказган, тогда административного центра Жезказганской области (с 1997 года в составе Карагандинской области). В первый же год он провёл в городе масштабный ремонт сильно изношенных магистральных тепловых сетей. Затем он утвердил постановление «О советах микрорайонов», согласно которому на эти советы возлагалась ответственность за проведение уборки территории. Также он административно наладил сбор платы за коммунальные услуги. С целью проведения ремонта теплосетей организовал кооперативы в многоквартирных жилых домах. Учредил институт контроля за рынками, который позволил привлечь дополнительные средства в городской бюджет.
С июля 1997 года по март 1999 года был заместителем акима Карагандинской области. В 2005 году ушёл с должности акима Жезказгана и был назначен советником акима Карагандинской области Камалтина Мухамеджанова. С апреля 2008 года работал руководителем управления по мобилизационной подготовке, гражданской обороне, организации предупреждения и ликвидации аварий и стихийных бедствий по Карагандинской области. В 2013 году ушёл на пенсию.
В 2004 году написал книгу «Жезказган — сердце Евразии».